# Jørgen Rostrup

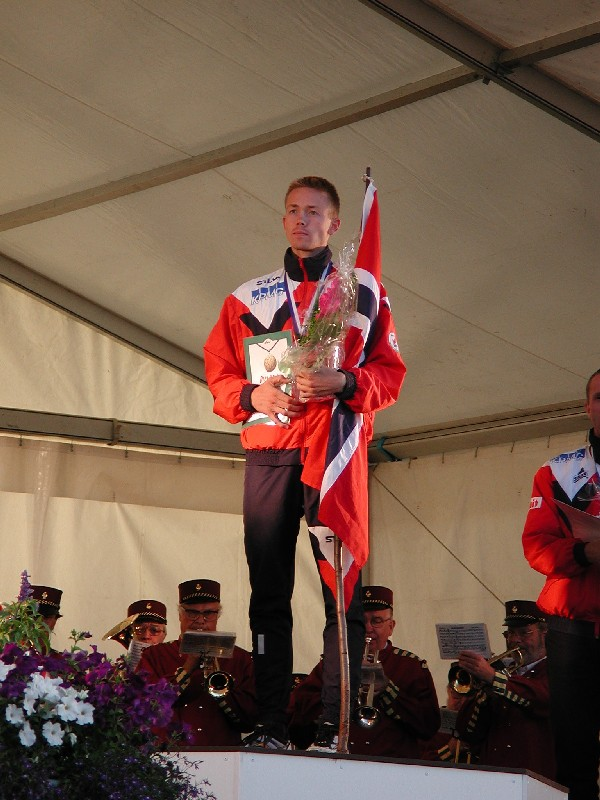
Rostrup bei der Weltmeisterschaft 2001 in Finnland.

Jørgen Rostrup (* 5. November 1978 in Kristiansand) ist ein ehemaliger norwegischer Orientierungsläufer. Rostrup gewann bei Weltmeisterschaften insgesamt vier Goldmedaillen.
Rostrup gewann 1997 und 1998 die Junioren-Weltmeisterschaft auf der Mitteldistanz. Bei seiner ersten Weltmeisterschaft der Aktiven 1999 in Inverness konnte er auf dieser Distanz den Titel ebenfalls erringen. 2001, als zweifacher Nordischer Meister von Mikkeli, gewann er den WM-Titel auf der Langdistanz. Auf der Mitteldistanz musste er sich mit Platz drei hinter dem Finnen Pasi Ikonen und dem Norweger Tore Sandvik begnügen. 2003 wurde er erstmals auch für die norwegische WM-Staffel nominiert. Bei der Weltmeisterschaft im schweizerischen Rapperswil belegten die Norweger allerdings nur Rang sieben. 2004 und 2005 gewann Norwegen aber jeweils die Goldmedaille. 2005 absolvierte Rostrup auch seine letzte Weltmeisterschaft.
1999 mit Bækkelagets SK und 2001 mit den Turun Suunnistajat gewann Rostrup die Jukola.

## Platzierungen
| Weltmeisterschaften | Sprint | Mittel | Lang | Staffel |
| ------------------- | ------ | ------ | ---- | ------- |
| 1999 Inverness      |        | 1.     |      |         |
| 2001 Tampere        | 19.    | 3.     | 1.   |         |
| 2003 Rapperswil     |        | 5.     |      | 7.      |
| 2004 Västerås       | 7.     |        |      | 1.      |
| 2005 Aichi          |        | 6.     |      | 1.      |

| Europameisterschaften | Sprint | Mittel | Lang | Staffel |
| --------------------- | ------ | ------ | ---- | ------- |
| 2000 Truskawez        |        | 6.     |      |         |
| 2004 Roskilde         |        | 21.    |      |         |

| Nord. Meisterschaften | Sprint | Mittel | Lang | Staffel |
| --------------------- | ------ | ------ | ---- | ------- |
| 2001 Mikkeli          |        | 1.     | 1.   |         |

| Junioren-WM       | Sprint | Mittel | Lang | Staffel |
| ----------------- | ------ | ------ | ---- | ------- |
| 1995 Horsens      |        | 8.     |      |         |
| 1996 Govora       |        | 19.    |      | 8.      |
| 1997 Leopoldsburg |        | 1.     | 5.   | 4.      |
| 1998 Reims        |        | 1.     | 3.   | 4.      |

| Gesamt-Weltcup | Gesamt-Weltcup |
| -------------- | -------------- |
| 2000           | 31.            |
| 2002           | 34.            |
| 2004           | 48.            |
| 2005           | 63.            |